# Municipi d'Aizpute
El municipi d'Aizpute (en letó: Aizpute novads) és un dels 110 municipis de la República de Letònia, que es troba localitzat al sud-oest del país bàltic, i que té com a capital és la ciutat d'Aizpute. El municipi va ser creat l'any 2009 després de la reorganització territorial.

## Ciutats i zones rurals
1. Aizpute (ciutat)
2. Parròquia d'Aizpute (zona rural)
3. Parròquia de Cīrava (zona rural)
4. Parròquia de Kalvene (zona rural)
5. Parròquia de Kazdanga (zona rural)
6. Parròquia de Laža (zona rural)

## Població i territori
La seva població està composta per un total de 10.517 persones (2009). La superfície del municipi té uns 640,2 kilòmetres quadrats. La densitat poblacional és de 16,42 habitants per kilòmetre quadrat.